# Ara Jeretzian
Ara Jeretzian (Konstantinápoly, 1918. február 23. – Budapest, 2009. december 27.) örmény származású kereskedő, a Világ Igaza kitüntetés tulajdonosa.

## Élete
Isztambulban született (akkori nevén Konstantinápolyban) örmény, keresztény családban. Még kisgyermekkorában Magyarországra költözött szüleivel, ahol felvette a György nevet.
Az 1930-as évek elején csatlakozott egy nyilaskeresztes ifjúsági szervezethez. 1937-38-ban a nyilas párt országos ifjúsági vezetője volt, de 1938-ban kilépett a pártból, mivel nem értett egyet annak erőszakos zsidóellenes politikájával.
1944-ben Budapest VI. kerületének polgári védelmi parancsnokává nevezték ki. A Zrínyi utcában egy a svéd követség védelme alatt álló házban kórházat szervezett. A kórházban ingyen látták el a katonákat és a civileket egyaránt. A kórházban 40 zsidó orvos dolgozott, akiknek Jeretzian szerzett hamis papírokat. Az orvosok családjai is a kórházban laktak. Korábbi nyilas kapcsolatait felhasználva engedélyeket, okmányokat, bélyegzőket hamisított, ezek segítségével pedig orvosi felszereléseket és gyógyszert szerzett be. A kórházban mindenről gondos kimutatást vezettek, ami állítólag annyira imponált a nyilasoknak, hogy annak ellenére sem ellenőrizték a kórházat, hogy a fülükbe jutott olyan pletyka, hogy ott zsidókat bújtatnak. Jeretzian a klinika költségeit saját zsebéből fizette, a felszabadulásig nagyjából 400 zsidó életét mentette meg.
1945-ben a szovjet titkosszolgálat letartóztatta és alaptalannak bizonyult vádakkal fél évig fogva tartotta.
Az általa megmentettek a háborút követően kérték, hogy hivatalosan is ismerjék el hősiességét. Kérésük hiábavaló volt. Az 1960-as évek elején elhagyta Magyarországot és Bécsben telepedett le.
1981. február 26-án a Jad Vasem a Világ Igaza kitüntetést adományozta neki.
Julie Orringer 2010-ben megjelent Láthatatlan híd (The Invisible Bridge) című regényében említést tesz Jeretzianról, és a kórházat a regény eseményeinek egyik színhelyéül választotta.

## Magyarul megjelent művei
- A védett ház; Intermix–Patent, Bp.–Ungvár, 1993